# 캐시 퍼거슨

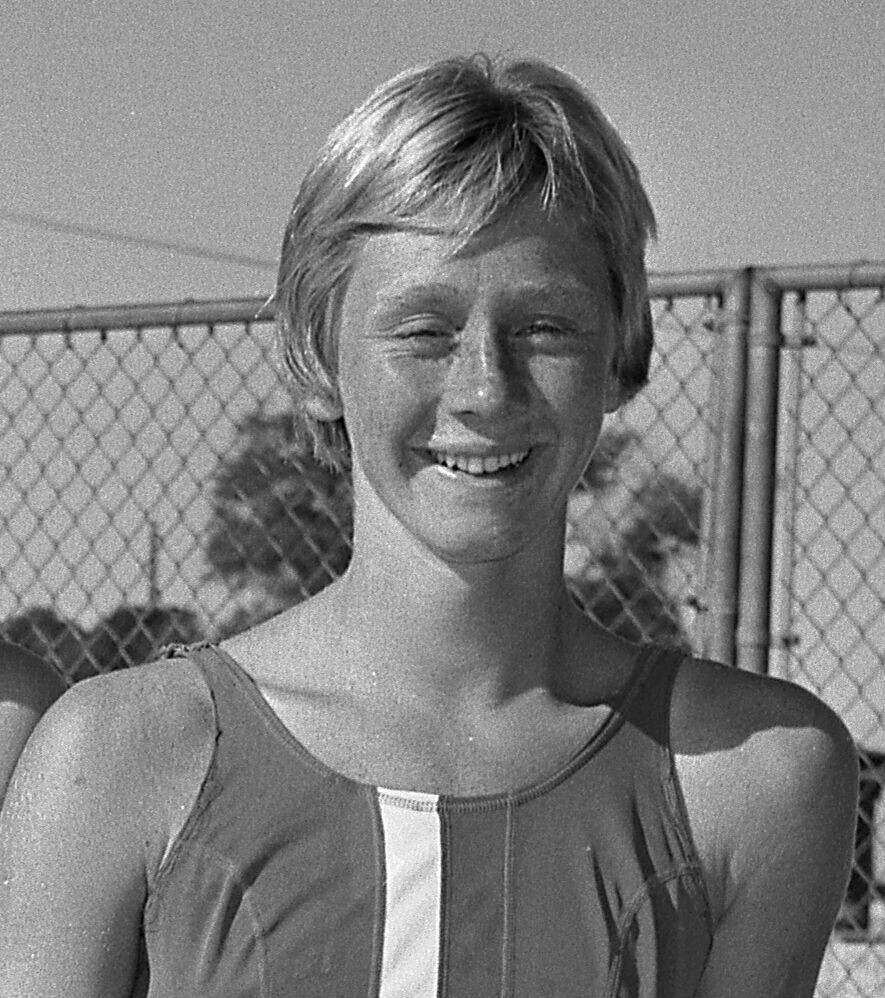

캐시 제인 퍼거슨(Cathy Jane Ferguson, 1948년 7월 22일 ~ )은 배영을 전문적으로 활약한 미국의 전 수영이자 올림픽 2관왕이며 전 세계 기록 보유자이다.
캘리포니아주 스톡턴에서 태어난 그녀는 1964년 도쿄 올림픽에 나가 100m 배영을 우승하여 금메달을 획득하였고, 400m 혼계영에서 1위를 한 미국 팀의 일원으로서 또 하나의 금메달을 땄다.
올림픽에서 퍼거슨은 100m 배영 결승전에서 6명의 세계 기록 보유자들 중의 하나였다. 그녀는 1분 07.7초의 세계 신기록과 함께 우승하면서 이 저명한 분야의 최고로 증명하였다. 이전의 달에 200m 세계 기록을 세운 퍼거슨은 배영의 양종목에서 기록 보유자가 되었다. 자신이 우승한 미국 팀의 일원이었던 혼계영에서 또한 2개의 세계 기록들을 세우기도 하였다. 자신이 올림픽 챔피언이 되었을 때 퍼거슨은 버뱅크 고등학교의 학생이었다.
1978년 명예 수영 선수로서 국제 수영 명예의 전당에 헌액되었다.

## 같이 보기
- 올림픽 수영 여자 메달리스트 목록
- 수영 배영 100m 세계 기록 추이
- 수영 배영 200m 세계 기록 추이
- 수영 혼계영 400m 세계 기록 추이